# Адрар (оаза)
Адра́р — оаза в пустелі Сахара, на території південного Алжиру, є найбільшим серед групи оаз Туат. В оазі розташоване місто Адрар. Ведеться осіле землеробство — вирощування фініків.